# Hellstrandska huset

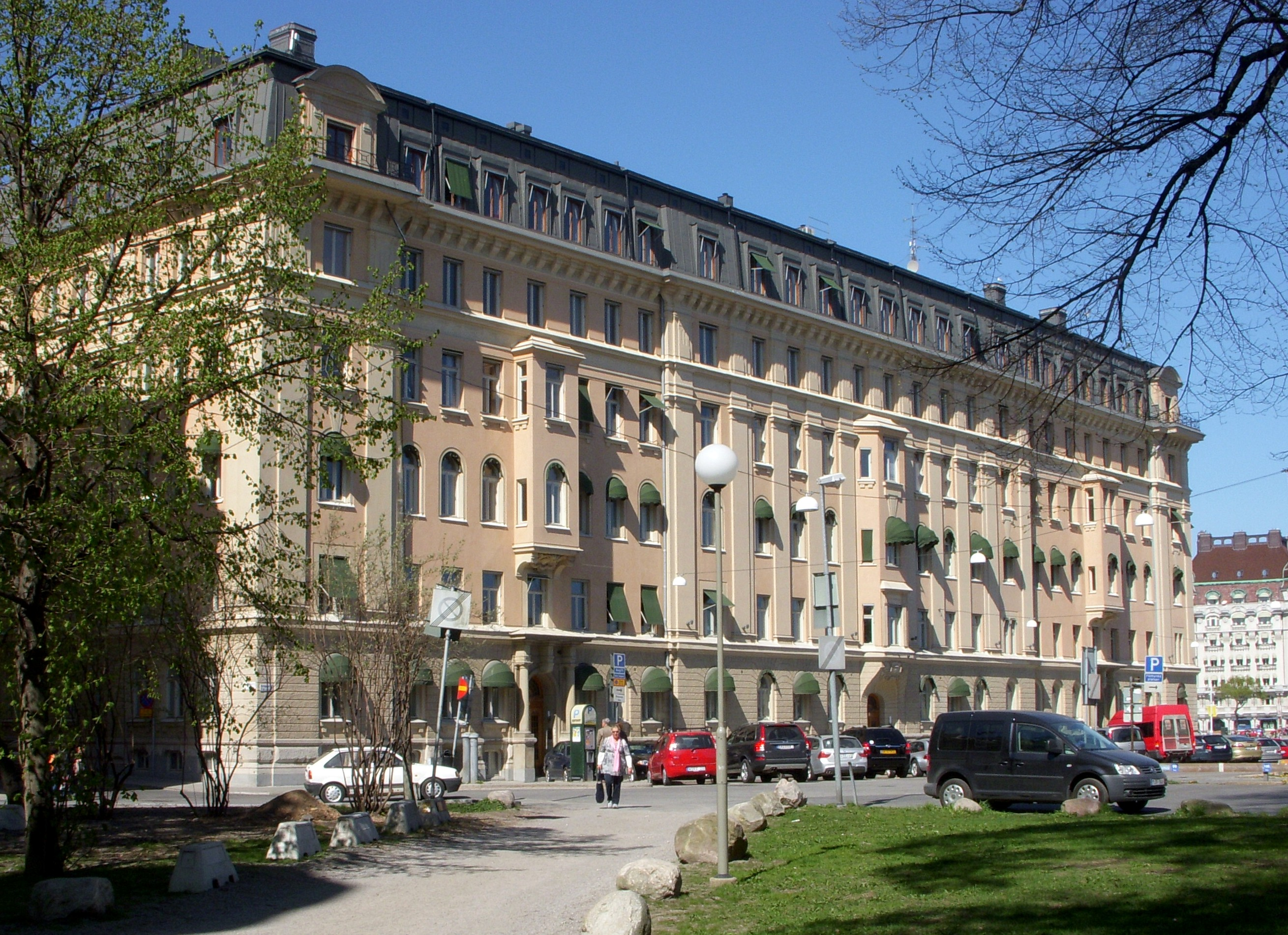
Fasad mot öster sedd från Museiparken bakom Nationalmuseet.

Hellstrandska huset är ett kontoriserat tidigare bostadshus på Blasieholmen i centrala Stockholm. Byggherre var ingenjör Hellstrand som givit huset sitt namn. Byggnaden var vid färdigställandet Stockholms största privata bostadshus. Här återfinns bland annat sedan 2009 Irlands ambassad.

## Läge
Fastigheten upptar den östra delen av kvarteret Käpplingeholmen och huset har fasader mot Nybrokajen, Hovslagargatan och Blasieholmsgatan.  Huvudfasaden är mot Hovslagargatan. Genom den monumentala huvudfasaden som höjer sig bakom Museiparken och Nationalmuseum och som sista större hus längs Nybrokajen har det Hellstrandska huset en markant plats i stadslandskapet.

## Historik
Det Hellstrandska huset fick sin nuvarande form vid början av 1900-talet men redan på 1600-talet fanns det fyra mindre byggnader på tomten. De mindre husen revs på 1800-talet för att ge plats åt en magasinsbyggnad. Delar av den byggnaden revs 1887 för att ge plats för ett bostadshus i hörnet Hovslagargatan/Nybrokajen ritad av bröderna Axel och Hjalmar Kumlien. Resten av magasinet revs 1912 när dagens hus byggdes, i det nya bygget inkorporerades bostadshuset från 1887 och byggnaden fick en enhetlig fasad av arkitektbyrån Hagström & Ekman. 
Huset var vid uppförandet Stockholms största privata bostadshus, och det innehöll ett antal stora våningar om 9-10 rum. Byggnaden började under 1950-talet att förvandlas till kontor och innehåller idag enbart kontorslokaler. Många av de ursprungliga inredningsdetaljerna är dock bevarade, bland annat Stockholms första eldrivna hiss för persontransport.